# Eduardo Henrique da Silva
Eduardo Henrique da Silva, noto come Eduardo Henrique o semplicemente Eduardo (Limeira, 17 maggio 1995), è un calciatore brasiliano, centrocampista dell'Al-Ula.

## Caratteristiche tecniche
È un mediano. E dotato di una discreta tecnica, molto abile nei cross, forte di testa.

## Carriera

### Club

#### Giovanili in Brasile e prestito in Portogallo
Esordisce calcisticamente in Brasile, suo paese natale, nel Guarani. Viene successivamente venduto al San Paolo, dove non trova spazio e successivamente all'Atletico Mineiro, in cui milita tre anni, vincendo una Coppa del Brasile e un Campionato Mineiro. Viene poi ceduto all'Internacional che lo cede seguentemente in prestito all'Atletico Paranaenese, in cui trova i suoi primi gol. La stagione successiva va a giocare in Portogallo, precisamente nel Belenenses, trovando il primo gol in Primeira Liga il 27 ottobre 2018, nel 2-0 contro il Benfica.

#### Sporting Lisbona e prestito al Crotone
Nell'estate 2019 viene ceduto allo Sporting Lisbona e dopo una stagione con 15 presenze e 0 reti, viene ceduto l'anno successivo al Crotone, neopromosso in massima serie.
Il 12 dicembre 2020 trova il primo gol con i calabresi e in massima serie, nella vittoria dei pitagorici per 4-1 contro lo Spezia.

### Nazionale
Nel 2015 è stato convocato dal Brasile per disputare il Campionato sudamericano Under-20.

## Statistiche

### Presenze e reti nei club
Statistiche aggiornate al 30 giugno 2021.
| Stagione                | Squadra                 | Campionato              | Campionato | Campionato | Coppe nazionali | Coppe nazionali | Coppe nazionali | Coppe continentali | Coppe continentali | Coppe continentali | Altre coppe | Altre coppe | Altre coppe | Totale | Totale | Totale |
| Stagione                | Squadra                 | Comp                    | Pres       | Reti       | Comp            | Pres            | Reti            | Comp               | Pres               | Reti               | Comp        | Pres        | Reti        | Pres   | Reti   |        |
| ----------------------- | ----------------------- | ----------------------- | ---------- | ---------- | --------------- | --------------- | --------------- | ------------------ | ------------------ | ------------------ | ----------- | ----------- | ----------- | ------ | ------ | ------ |
| gen.-ago. 2012          | Guarani                 | B+A1/SP                 | 0+1        | 0          | CB              | 0               | 0               |                    | -                  | -                  |             | -           | -           | 1      | 0      |        |
| set.-dic. 2012          | San Paolo               | A+A1/SP                 | 0+0        | 0          | CB              | -               | -               | CS                 | 0                  | 0                  |             | -           | -           | 0      | 0      |        |
| set.-dic. 2013          | Atlético Mineiro        | A+A1/MG                 | 0+0        | 0          | CB              | 0               | 0               | CL                 | -                  | -                  | Cmc         | 0           | 0           | 0      | 0      |        |
| 2014                    | Atlético Mineiro        | A+A1/MG                 | 12+?       | 0+?        | CB              | 1+              | 0+              | CL                 | 0                  | 0                  | RS          | 0           | 0           | 13+    | 0+     |        |
| 2015                    | Atlético Mineiro        | A+A1/MG                 | 2+?        | 0+?        | CB              | ?               | ?               | CL                 | 1                  | 0                  |             | -           | -           | 3+     | 0+     |        |
| gen.-ago. 2016          | Atlético Mineiro        | A+A1/MG                 | 6+?        | 0+?        | CB              | ?               | ?               | CL                 | 5                  | 0                  | -           | -           | -           | 11+    | 0+     |        |
| Totale Atlético Mineiro | Totale Atlético Mineiro | Totale Atlético Mineiro | 32         | 1          |                 | 1+              | 0+              |                    | 6                  | 0                  |             | 0           | 0           | 39+    | 1+     |        |
| ago.-dic. 2016          | Internacional           | A+A1/RS                 | 5+2        | 0          | CB              | -               | -               |                    | -                  | -                  | -           | -           | -           | 7+     | 0+     |        |
| 2017                    | Athl. Paranaense        | A+A1/PA                 | 15+0       | 2+0        | CB              | ?               | ?               | CL                 | 1                  | 1                  |             | -           | -           | 15+    | 3+     |        |
| gen.-giu. 2018          | Internacional           | A+A1/RS                 | 0+0        | 0          | CB              | 0               | 0               |                    | -                  | -                  | -           | -           | -           | 0      | 0      |        |
| Totale Internacional    | Totale Internacional    | Totale Internacional    | 7          | 0          |                 | 0               | 0               |                    | -                  | -                  |             | -           | -           | 7      | 0      |        |
| 2018-2019               | Belenenses              | PL                      | 24         | 1          | CP+CdL          | 2+3             | 1+0             | -                  | -                  | -                  | -           | -           | -           | 29     | 2      |        |
| 2019-2020               | Sporting Lisbona        | PL                      | 15         | 0          | CP+CdL          | 1+1             | 0               | UEL                | 5                  | 0                  | SP          | 0           | 0           | 22     | 0      |        |
| 2020-2021               | Crotone                 | A                       | 18         | 1          | CI              | 1               | 0               | -                  | -                  | -                  | -           | -           | -           | 19     | 1      |        |
| Totale carriera         | Totale carriera         | Totale carriera         | 110        | 3          |                 | 9+              | 1+              |                    | 12                 | 1                  |             | 0           | 0           | 121+   | 5+     |        |

## Palmarès

### Competizioni nazionali
- Coppa del Brasile: 1

Atlético Mineiro: 2014

### Competizioni statali
- Campionato Mineiro: 1

Atlético Mineiro: 2015

### Competizioni internazionali
- Recopa Sudamericana: 1

Atlético Mineiro: 2014